# Kuchuk Hanem
Kuchuk Hanem (fl. 1850-1870) est une danseuse ghawazi célèbre pour sa beauté. Il est question d’elle dans plusieurs récits indépendants de voyage en Égypte, notamment celui dû à Gustave Flaubert.

## Éléments biographiques
Dans les récits orientalistes de Flaubert sur l’Orient, elle est une figure clé et un symbole. Il lui a rendu visite pendant son séjour en Égypte lors de son voyage en Orient entre 1849 de 1851, en compagnie de Maxime Du Camp. Il a alors 27 ans et n'a pas encore été publié. Lors de son voyage sur le Nil, il se rend à son domicile à deux reprises, lors de son passage à Esna, en Haute-Égypte, sur la rive ouest du Nil. Les thèmes orientalistes qui imprègnent son travail dépendent pour beaucoup des expériences qu’il a eues en Égypte et de sa probable liaison sexuelle avec Kuchuk Hanem,. Les danseuses de deux de ses nouvelles, Hérodias et de La Tentation de saint Antoine, nous montrent une danseuse qui joue des scènes de Salomé et de la reine de Saba. L’une et l’autre de ces danses faisaient partie à l’époque du répertoire des danseuses, en particulier un pas de danse que l’on connaissait sous le nom de « Danse de l’abeille » ou de « Danse de la guêpe » : la danseuse se tenait debout, semblant en train de réfléchir, jusqu’à ce qu’un insecte bourdonnant se posât dans ses vêtements pendant son vol ; et elle s’enfuyait terrorisée, en semblant elle-même voler et, dans une danse rapide, elle retirait ses vêtements à la manière d’un striptease provocant. Kuchuk Hanem, sollicitée lors de la deuxième visite de Gustave Flaubert et de son ami, accepte d'interpréter cette danse. Elle ne souhaite pas que les deux hommes passent la nuit chez elle.[réf. nécessaire] Mais selon le récit de l'écrivain, elle s'endort finalement, en tenant la main de Flaubert, après une gamahuchade. Gustave Flaubert ajoute, dans son récit : « je m’amusais à tuer sur les murs les punaises qui marchaient et ça faisait sur ce mur blanchi de longues arabesques rouge-noir. »,. Plus tard, cette danseuse est le sujet d’un poème de Louis Bouilhet de 1851, Kuchiuk-Hanem, Souvenir inspiré par les récits de Flaubert dans ses lettres. On raconte que Louise Colet, une maîtresse de Flaubert, aurait recherché la danseuse devenue vieille au cours d’un voyage en Égypte lors de l’ouverture du canal de Suez, afin de rapporter à Flaubert les ravages qu'avait causés le temps sur cette femme qu’il admirait tant,,.

## Mentions de Kuchuk Hanem dans d'autres œuvres que celles de Flaubert
Il semble certain qu’elle a eu également une influence sur l'écrivain américain George William Curtis. Des comparaisons entre les deux récits nous montrent une maison avec une cour, un escalier mal entretenu menant à une chambre haute meublée de deux divans, une jeune domestique du nom de Zeneb, un vieil homme jouant un rabâb, et une vieille femme qui passait son temps à jouer sur un tar,. Elle est également citée dans un sonnet de Frédéric Le Blanc d'Hackluya (connu surtout pour avoir été l'éditeur de Gérard de Nerval), publié en juin 1850, à la suite d'un voyage en Égypte, en mars 1850. En juin 1850, Gustave Flaubert n'est pas encore revenu de son voyage en Orient.
« Kuchuk Hanem » n’est pas un nom propre et signifie en réalité « la petite lady » en turc (küçük hanım). Flaubert rapporte qu’elle venait de Damas,, mais on ne sait pas s’il s’agit d’un nom que cette femme avait choisi pour se présenter aux touristes occidentaux.
Edward Saïd, dans son ouvrage critique de l'orientalisme occidental L'Orientalisme, évoque cette figure féminine et en fait un symbole de l'auto-représentation de l'Occident comme dominateur de l'Orient :  « Les rapports entre Flaubert et sa courtisane égyptienne engendrent un modèle de la femme orientale qui aura une grande influence… […] Il me semble que cette situation de force de Flaubert vis-à-vis de Kuchuk Hanem n’était pas un cas isolé. Cette situation représente assez bien la forme des rapports de domination entre l’Est et l’Ouest, et le discours sur l’Orient qu’elle a fondé. » ,,. Les thèses de Saïd dans cet ouvrage font l'objet de controverses, et ont suscité l'opposition d'un certain nombre d'acteurs de la recherche orientaliste,.
Philippe Sollers écrit, à propos du récit de Flaubert : « [O]n peut s’étonner que la République n’ait pas encore célébré, par une plaque ou un petit obélisque, la mémoire de Kuchiouk-Hânem. Ce serait pourtant la moindre des choses : À Kuchiouk-Hânem, la littérature universelle reconnaissante. Allons, un bon mouvement, place de la Concorde, dans un coin. »